# Coupe de Tunisie masculine de handball 2016-2017
Navigation
Coupe de Tunisie 2015-2016 Coupe de Tunisie 2017-2018
La coupe de Tunisie 2016-2017 est la 61e édition de la coupe de Tunisie masculine de handball, compétition à élimination directe mettant aux prises des clubs de handball amateurs et professionnels affiliés à la Fédération tunisienne de handball.
Le tenant du titre est le Club africain.

## 1ertour
| Date             | Équipe à domicile                   | Équipe à l'extérieur                         | Score         |
| ---------------- | ----------------------------------- | -------------------------------------------- | ------------- |
| 10 décembre 2016 | Avenir sportif de Medjez el-Bab     | Stade tunisien                               | 30-28         |
| 10 décembre 2016 | Espoir sportif de handball de Nefta | Flèche sportive de Ras Jebel                 | Forfait       |
| 10 décembre 2016 | Association sportive de La Manouba  | Jeunesse sportive kairouanaise               | 25-35         |
| 10 décembre 2016 | Club de handball de Béja            | Club sportif de Hiboun                       | 20-46         |
| 10 décembre 2016 | Espoir sportif de Hammam Sousse     | Handball Club de Tébourba                    | Forfait       |
| 10 décembre 2016 | Jendouba Sports de handball         | Étoile sportive de Radès                     | 29-28 (prol.) |
| 10 décembre 2016 | Club de handball de Tataouine       | Club sportif hilalien                        | Forfait       |
| 10 décembre 2016 | Union sportive de Gremda            | Association sportive de handball de l'Ariana | 24-27         |
| 10 décembre 2016 | Olympique de Médenine de handball   | Club athlétique bizertin                     | 32-25         |
| 10 décembre 2016 | Olympique de Soliman                | Club de handball chebbien                    | 30-20         |
| 10 décembre 2016 | Sporting Club de Gafsa              | Club de handball Ksour Essef                 | 23-27         |
| 10 décembre 2016 | Croissant sportif de M'saken        | Stade nabeulien                              | 29-20         |
| 10 décembre 2016 | Jeunesse sportive d'El Maâmoura     | El Menzah Sport                              | EMS           |
| 10 décembre 2016 | Stade zaghouanais                   | Olympique de Monastir                        | Forfait       |
| 10 décembre 2016 | Union sportive sayadie              | Union sportive témimienne                    | 23-21         |
| 10 décembre 2016 | Club sportif de Bou Argoub          | Club de handball de Sidi Bouzid              | 16-32         |

## 2etour
| Date             | Équipe à domicile                   | Équipe à l'extérieur                         | Score   |
| ---------------- | ----------------------------------- | -------------------------------------------- | ------- |
| 1er janvier 2017 | Club de handball de Tataouine       | Club de handball de Ksour Essef              | Forfait |
| 1er janvier 2017 | El Menzah Sport                     | Espoir sportif de Hammam Sousse              | 34-31   |
| 1er janvier 2017 | Jeunesse sportive kairouanaise      | Association sportive de handball de l'Ariana | 40-28   |
| 1er janvier 2017 | Espoir sportif de handball de Nefta | Olympique de Médenine de handball            | 19-39   |
| 1er janvier 2017 | Club sportif de Hiboun              | Union sportive sayadie                       | 33-24   |
| 1er janvier 2017 | Avenir sportif de Medjez el-Bab     | Club de handball de Sidi Bouzid              | 29-34   |
| 1er janvier 2017 | Jendouba Sports de handball         | Olympique de Soliman                         | 25-21   |
| 1er janvier 2017 | Croissant sportif de M'saken        | Stade zaghouanais                            | Forfait |

## 3etour
| Date            | Équipe à domicile               | Équipe à l'extérieur              | Score           |
| --------------- | ------------------------------- | --------------------------------- | --------------- |
| 21 janvier 2017 | Jendouba Sports de handball     | El Menzah Sport                   | 40-43 (2 prol.) |
| 21 janvier 2017 | Club sportif de Hiboun          | Olympique de Médenine de handball | CS hiboun       |
| 21 janvier 2017 | Club de handball de Sidi Bouzid | Croissant sportif de M'saken      | 29-31           |
| 21 janvier 2017 | Jeunesse sportive kairouanaise  | Club de handball de Tataouine     | Forfait         |

## Huitièmes de finale
| Date           | Équipe à domicile              | Équipe à l'extérieur            | Score |
| -------------- | ------------------------------ | ------------------------------- | ----- |
| 4 février 2017 | El Makarem de Mahdia           | Jeunesse sportive de Chihia     | 30-21 |
| 4 février 2017 | Flèche sportive de Menzel Horr | El Baath sportif de Béni Khiar  | 27-29 |
| 4 février 2017 | Club africain                  | Jeunesse sportive kairouanaise  | 28-23 |
| 4 février 2017 | Club de handball de Jemmal     | Espérance sportive de Tunis     | 31-30 |
| 4 février 2017 | Club sportif de Hiboun         | Association sportive d'Hammamet | 26-32 |
| 4 février 2017 | El Menzah Sport                | Étoile sportive du Sahel        | 28-32 |
| 4 février 2017 | Croissant sportif de M'saken   | Sporting Club de Moknine        | 19-26 |
| 4 février 2017 | Aigle sportif de Téboulba      | Club sportif de Sakiet Ezzit    | 22-21 |

## Quarts de finale
| Date         | Équipe à domicile               | Équipe à l'extérieur           | Score   |
| ------------ | ------------------------------- | ------------------------------ | ------- |
| 8 avril 2017 | El Makarem de Mahdia            | Club africain                  | 19-22   |
| 8 avril 2017 | Association sportive d'Hammamet | El Baath sportif de Béni Khiar | 33-29   |
| 8 avril 2017 | Sporting Club de Moknine        | Étoile sportive du Sahel       | 24-32   |
| 8 avril 2017 | Aigle sportif de Téboulba       | Club de handball de Jemmal     | Forfait |

## Demi-finale
| Date        | Équipe à domicile         | Équipe à l'extérieur            | Score |
| ----------- | ------------------------- | ------------------------------- | ----- |
| 20 mai 2017 | Club africain             | Association sportive d'Hammamet | 33-29 |
| 20 mai 2017 | Aigle sportif de Téboulba | Étoile sportive du Sahel        | 23-24 |

## Finale
| Date        | Équipe à domicile | Équipe à l'extérieur     | Score |
| ----------- | ----------------- | ------------------------ | ----- |
| 26 mai 2017 | Club africain     | Étoile sportive du Sahel | 28-26 |